# موزه زمین‌شناسی ه. کاراپتیان
موزه زمین‌شناسی به نام ه. کاراپتیان از مؤسسه علوم زمین‌شناسی آکادمی ملی علوم ارمنستان یک موزه علمی آکادمیک است. این موزه در سال ۱۹۳۷ تأسیس و در سال ۲۰۱۲ بازسازی شد. موزه دارای بخش‌های کانی‌شناسی، فسیل‌شناسی، سنگ‌شناسی، منابع طبیعی، آب‌های معدنی در ارمنستان و آثار طبیعی ارمنستان است.

## تاریخچه

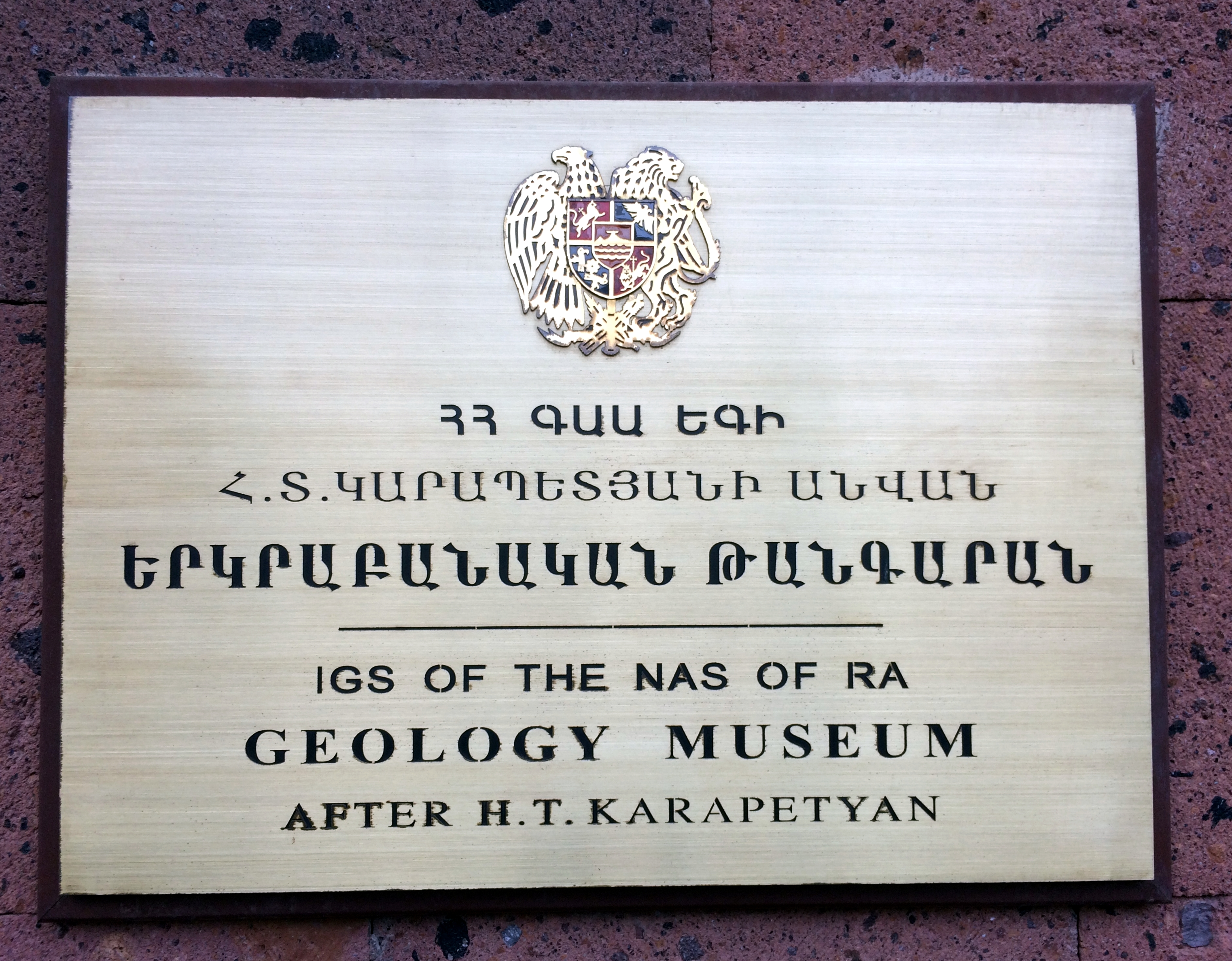

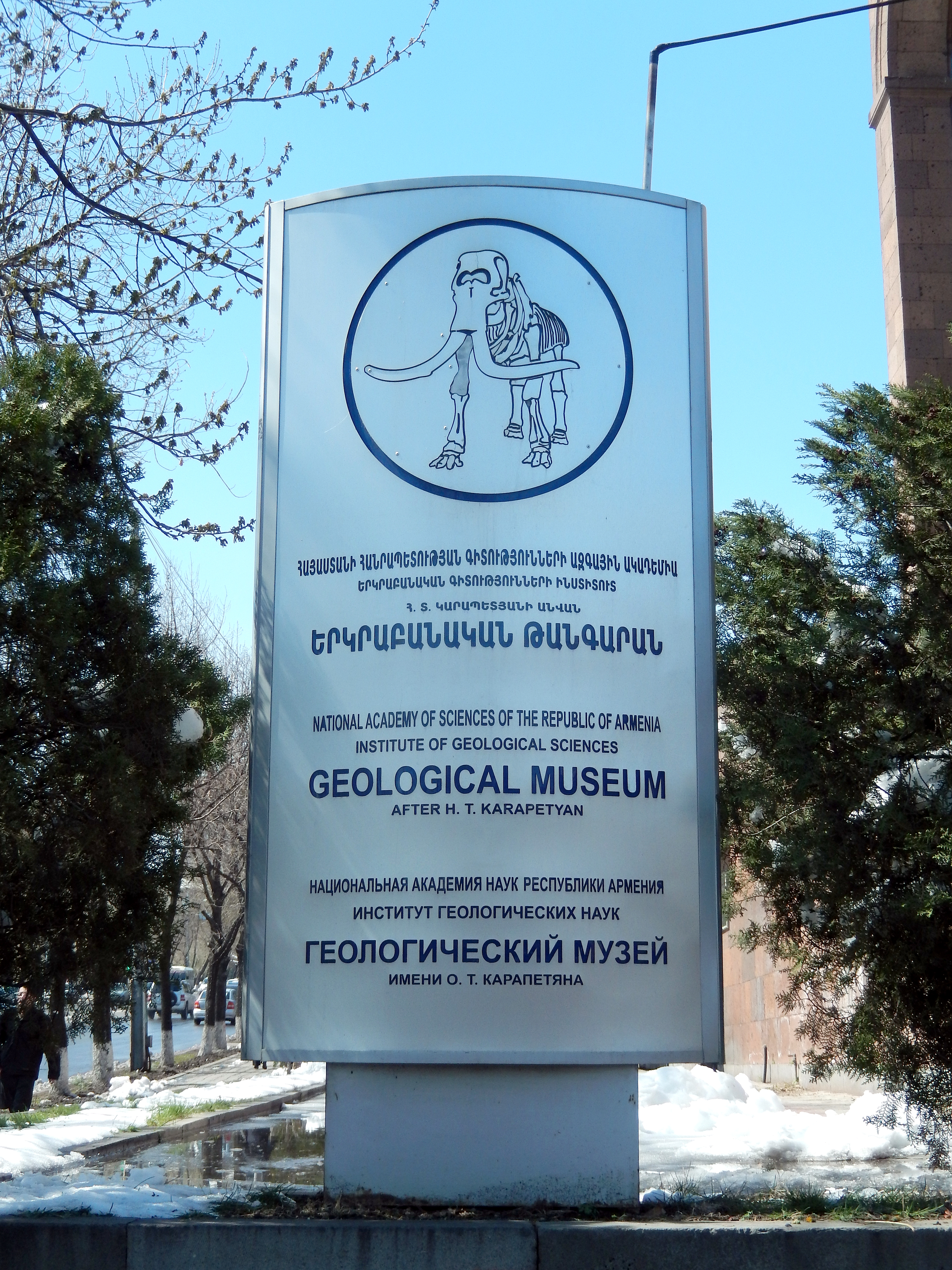

موزه زمین‌شناسی ارمنستان در ژوئن ۱۹۳۸ بر اساس مجموعه‌های غنی و متنوع زمین‌شناس برجسته، پروفسور هوهانس کاراپتیان تأسیس شد و در نزدیکی مؤسسه علوم زمین‌شناسی ارمنستان از شاخه ارمنی آکادمی علوم اتحاد جماهیر شوروی قرار داشت. موزه با ۱۴۱۰ نمونه تشکیل شد و اکنون موزه بیش از ۱۴٬۰۰۰ نمایشگاه دارد.
در ابتدا ۳ نفر در موزه کار می‌کردند و تعداد آن‌ها به ۸ نفر افزایش یافته است.
سازماندهی نمایشگاه با تمایل گروهی از شرکت‌کنندگان در هفدهمین کنگره بین‌المللی زمین‌شناسی در مسکو برای آشنایی با زمین‌شناسی ارمنستان مرتبط بود. همه شرکت‌کنندگان با دیدن نمایشگاه‌ها و سفرهای زمین‌شناسی ارمنی تحت تأثیر قرار گرفتند. تأسیس موزه یک رویداد مهم در علم زمین‌شناسی جمهوری بود؛ یک مرکز واحد برای تمرکز، پردازش، نمایش و ذخیره مواد ایجاد شد.
در سال ۱۹۴۴ پس از مرگ ه. کاراپتیان، موزه به نام او تغییر نام یافت.
بعدها مجموعه‌های موزه روزانه با نمونه‌های جمع‌آوری شده توسط اکتشافات مؤسسه تکمیل می‌شد. موزه زمین‌شناسی که یک واحد علمی آکادمیک است، به منظور ترویج آثار علمی مؤسسه ایجاد شده است؛ بنابراین، مجموعه‌هایی که آثار موضوعی مؤسسه را منعکس می‌کنند در کنار نمونه‌های مختلف در حال حاضر جایگاه قابل توجهی دارند. هر سال در موزه «روز زمین‌شناسان»، «روز جهانی آب» و دیگر رویدادهای مربوط به یادبود زمین‌شناسان مشهور و رویدادها برگزار می‌شود.

## مدیران
- ۱۹۳۷–۱۹۳۸ - س. لوسیان
- ۱۹۳۸–۱۹۳۸ - آ.ن. هاکوبیان
- ۱۹۳۸–۱۹۴۹ - س.ت. تیگرانیان
- ۱۹۴۹–۱۹۵۴ - ن.آ. ساهکیان-گوزالیان
- ۱۹۵۵–۱۹۵۶ - آی.ج. گاسپاریان
- ۱۹۵۶–۱۹۷۶ - ل.آ. آواگیان
- ۱۹۷۷–۱۹۹۶ - گ.ب. مژلومیان
- ۱۹۹۶–۲۰۱۱ - آ.ج. گریگوریان
- ۲۰۱۱-تاکنون - گ. گریگوریان

## سالن کانی‌ها
در موزه سالنی برای کانی‌ها وجود دارد که در آن سنگ‌های گرانبها و نیمه‌گرانبها از سراسر جهان به نمایش درآمده‌اند و همچنین از مناطق مختلف ارمنستان. در ۱۶ سپتامبر ۲۰۱۲، سالن کانی‌ها به نام آرا ت. دیلدیلیان در موزه زمین‌شناسی افتتاح شد که در آن نمونه‌هایی از سراسر جهان به نمایش درآمد. کانی‌ها بر اساس فرمول‌های شیمیایی و گروه‌ها طبقه‌بندی شده‌اند.

### ماموت ارمنی
جواهر موزه زمین‌شناسی اسکلت یک ماموت ارمنی (ماموت استپی) است که بزرگ‌ترین نمایشگاه موزه است. این نمونه موزه به طرز عجیبی بزرگ برای گونه خود است. طول آن ۴٫۵ متر و ارتفاع آن ۳٫۵ متر است. این غول دنیای حیوانات حدود ۱٬۰۰۰٬۰۰۰ سال پیش در دشت شیراک زندگی می‌کرد. اسکلت او در محل گودال شن و ماسه‌ای به نام «پست قزاق» در حومه شمال غربی شهر گیومری در حین عملیات گودال شن و ماسه‌ای پیدا شد.
در قلمرو ارمنستان، استخوان‌های عاج فسیلی (Elephantidae) در بسیاری از مکان‌ها یافت شده است، اما کامل‌ترین اسکلت در سال ۱۹۳۲ در رسوبات شنی نزدیک گیومری (لنیناکان، آلکساندراپول) در مکانی به نام تپه قزاق پیدا شد. گفته می‌شود که این بقایای به دوره میانی پلیستوسن (۴۰۰٬۰۰۰–۳۰۰٬۰۰۰ سال پیش) برمی‌گردند.

### بخش فسیل‌شناسی
در زمین‌شناسی توجه ویژه‌ای به فسیل‌های حیوانات (فونا) و گیاهان (فلورا) از گذشته دور زمین‌شناسی می‌شود. آن‌ها اهمیت ویژه‌ای دارند زیرا به کمک آن‌ها می‌توان سن سنگ‌های محصورکننده را تعیین کرد و شرایط اقلیمی و جغرافیایی دوره‌های زمین‌شناسی گذشته را بازسازی کرد.
بسیاری از برون‌زدها در ارمنستان شناخته شده‌اند که در آن‌ها بقایای فسیلی مختلف فونا و فلورا یافت شده است.
در بخش فسیل‌شناسی، اسکلت یک فیل فسیلی به نمایش گذاشته شده است. این فسیل در نزدیکی گیومری در نیمه‌شنی در نزدیکی بوروی کازاک پست پیدا شد. رسوبات در لایه‌های دریاچه‌ای دفن شده بودند و با توف پوشیده شده بودند.
... رسوبات در لایه‌های دریاچه‌ای دفن شده بودند و با توف پوشیده شده بودند. بر اساس داده‌های رادیولوژیک از استخوان‌ها، این بقایای حداقل ۱۰۰۰٬۰۰۰ سال پیش بازمی‌گردد. نمونه به نمایش درآمده به طرز عجیبی بزرگ برای این گونه است.
موزه همچنین شامل استخوان‌های حیواناتی مانند:
- خرس غارنشین
- شتر
- اسب وحشی
- گاومیش دلوی

### بخش سنگ‌شناسی
سنگ‌های با سن‌های مختلف (از پرکامبرین تا پلیوسن) و ترکیب‌های مختلف (از اسیدی تا قلیایی) در این بخش به نمایش گذاشته شده‌اند.
بر روی میزهای کار نمونه‌هایی از گرانیت، پلاژیوگرانیت‌ها، گرانودیوریت‌ها، پریدوتیت‌ها، دونیت‌ها، سرپانتین‌ها، سینیت‌ها، مونزونیت‌ها و دیگر سنگ‌های نفوذی دوره‌های مزوزوئیک و سنوزوئیک قرار دارند. قدیمی‌ترین واحدهای توالی چینه‌شناسی در ارمنستان، تشکیل‌های دگرگونی پرکامبرین بالایی هستند. آن‌ها پایه بلورین باستانی را تشکیل می‌دهند و به صورت لایه ضخیمی از شیست‌های مختلف، مرمرها و آمفیبولیت‌ها دیده می‌شوند. بیرون‌زدگی‌ها در بخش مرکزی ارمنستان در داخل ریدج‌های تساخکونیات دیده می‌شوند.

### بخش منابع طبیعی
ارمنستان به مدت طولانی به خاطر ذخایر معدنی‌اش شناخته شده است. به‌طور تاریخی طلا، مس، آهن، آرسنیک، آنتیموان، جواهرات مختلف، سنگ‌های نیمه‌گرانبها و صنعتی در اینجا استخراج شده‌اند. ابزار و وسایل برای پردازش سنگ معدن و فلز، سرباره‌های متالورژیکی و آثار معدن‌کاری باستانی در مناطقی که معدن‌کاری انجام می‌شود (سوُتک، مِغرادزور - طلا؛ کاپان، آلوردی - مس؛ هرازدان - آهن، و غیره) مشاهده می‌شوند. مراکز متالورژیکی دوران برنز در ارمنستان یافت شده‌اند.
منابع فراوانی از مواد معدنی غیر فلزی و مصالح ساختمانی وجود دارد. این‌ها شامل نمک، گچ، زئولیت‌ها، دیاتومیت‌ها، رس‌های بنتونیتی، سنگ‌های لیتوگرافی، ساینده‌ها، رنگ‌های معدنی، مواد خام سیمانی، تراورتن، مرمرها، کنگلومراهای رنگارنگ، گرانیت‌ها، بازالت‌ها، پرلیت‌ها، اسلاگ‌ها، پامیس‌ها و دیگران هستند. توف‌ها و توف‌های جوش‌خورده (ایگنیمبرایت‌ها) از اهمیت ویژه‌ای برخوردارند. آن‌ها به رنگ‌های صورتی، زرد، نارنجی و سیاه هستند. منابع توف در ارمنستان بیش از ۳ میلیارد متر مکعب تخمین زده می‌شود. معادن اصلی در دامنه‌های کوه آرگاتس قرار دارند. همچنین معادن جواهرات و سنگ‌های نیمه‌گرانبها و صنعتی مانند فیروزه، آمتیست، عقیق، کارنلین، جاسپر، چوب اپالیزه شده و ابسیدین وجود دارد.

### بخش آب‌های معدنی
در میان دیگر منابع طبیعی، آب‌های معدنی و حرارتی ارزش زیادی دارند. منابع بزرگی از آب‌های زیرزمینی شیرین نیز در ارمنستان وجود دارد. بیش از ده هزار چشمه در اینجا وجود دارد. بیشتر این آب‌ها سرد و قابل آشامیدن هستند.

### برنامه‌های آموزشی
موزه برنامه‌های آموزشی را برگزار می‌کند که با برنامه‌های مدرسه‌ای همخوانی دارند، مانند چه چیزی آتشفشان‌ها می‌گویند؟، دنیای شگفت‌انگیز کانی‌ها، همه چیز دربارهٔ فیل‌ها و غیره. همچنین درس‌های فضای باز برای گروه‌های سنی مختلف برگزار می‌کند و آن‌ها را با آثار زمین‌شناسی منحصر به فرد ارمنستان آشنا می‌کند.
در سال ۲۰۱۱، باشگاه اکولوژی در موزه تأسیس شد.

## نگارخانه

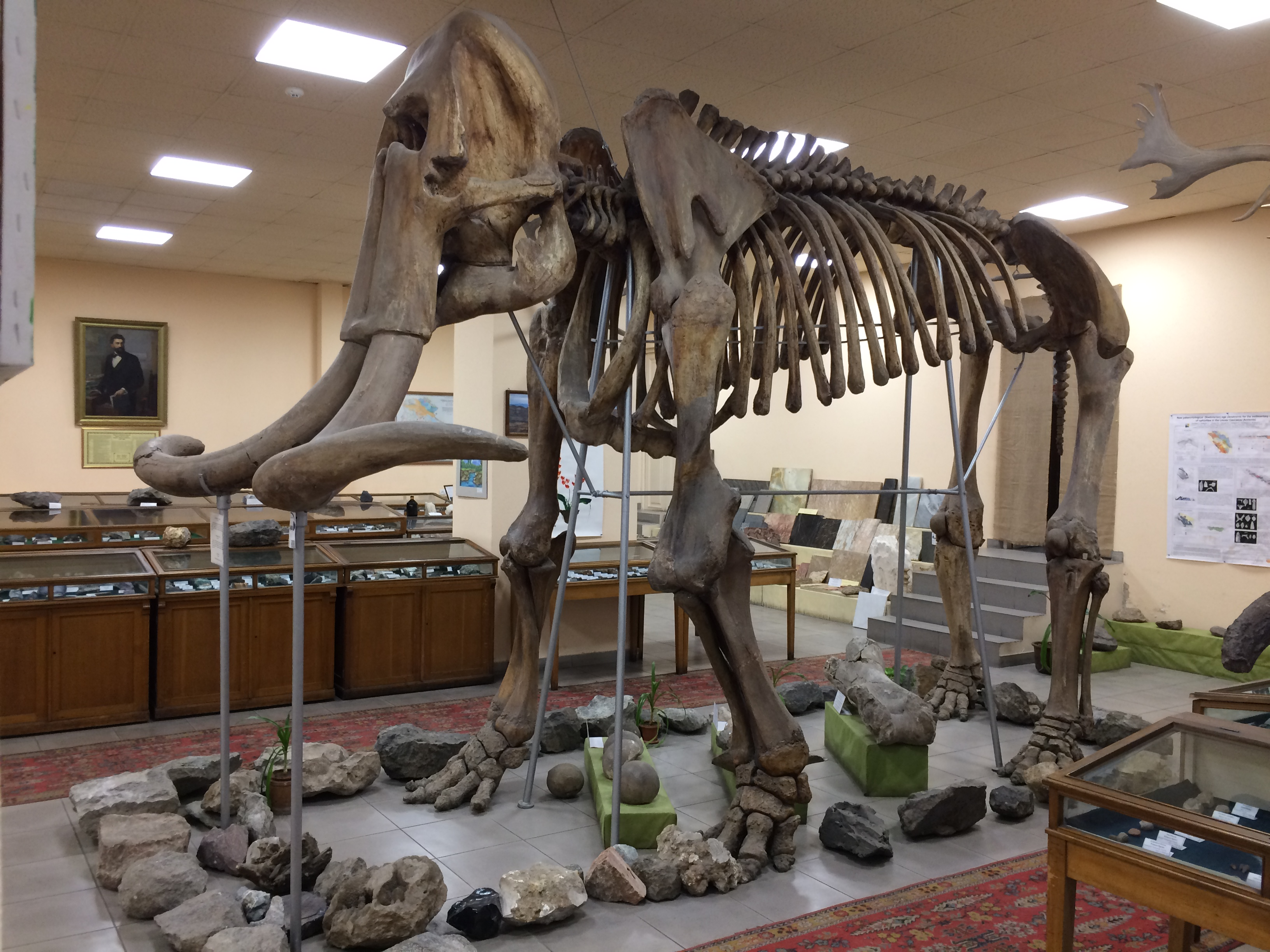
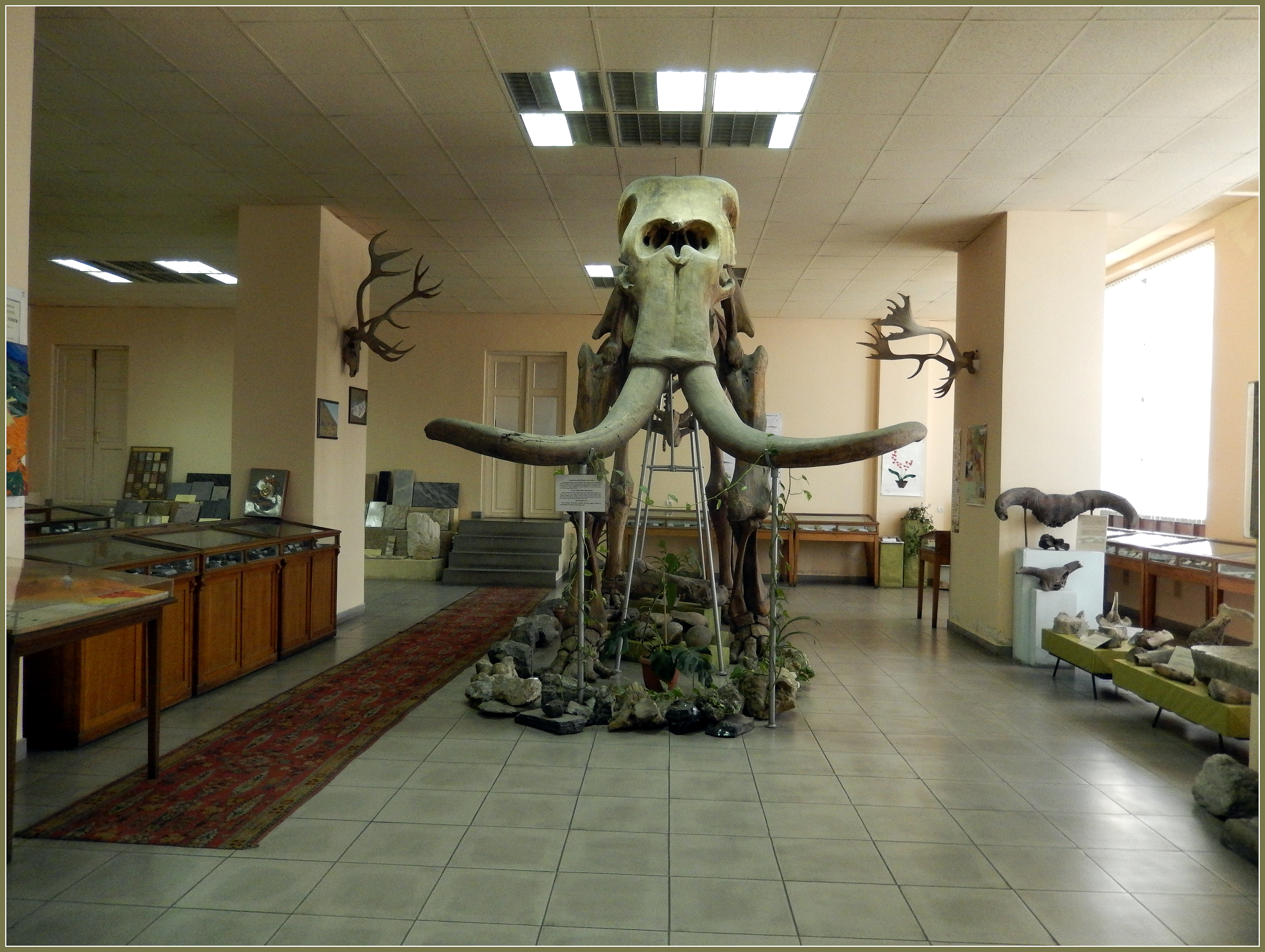
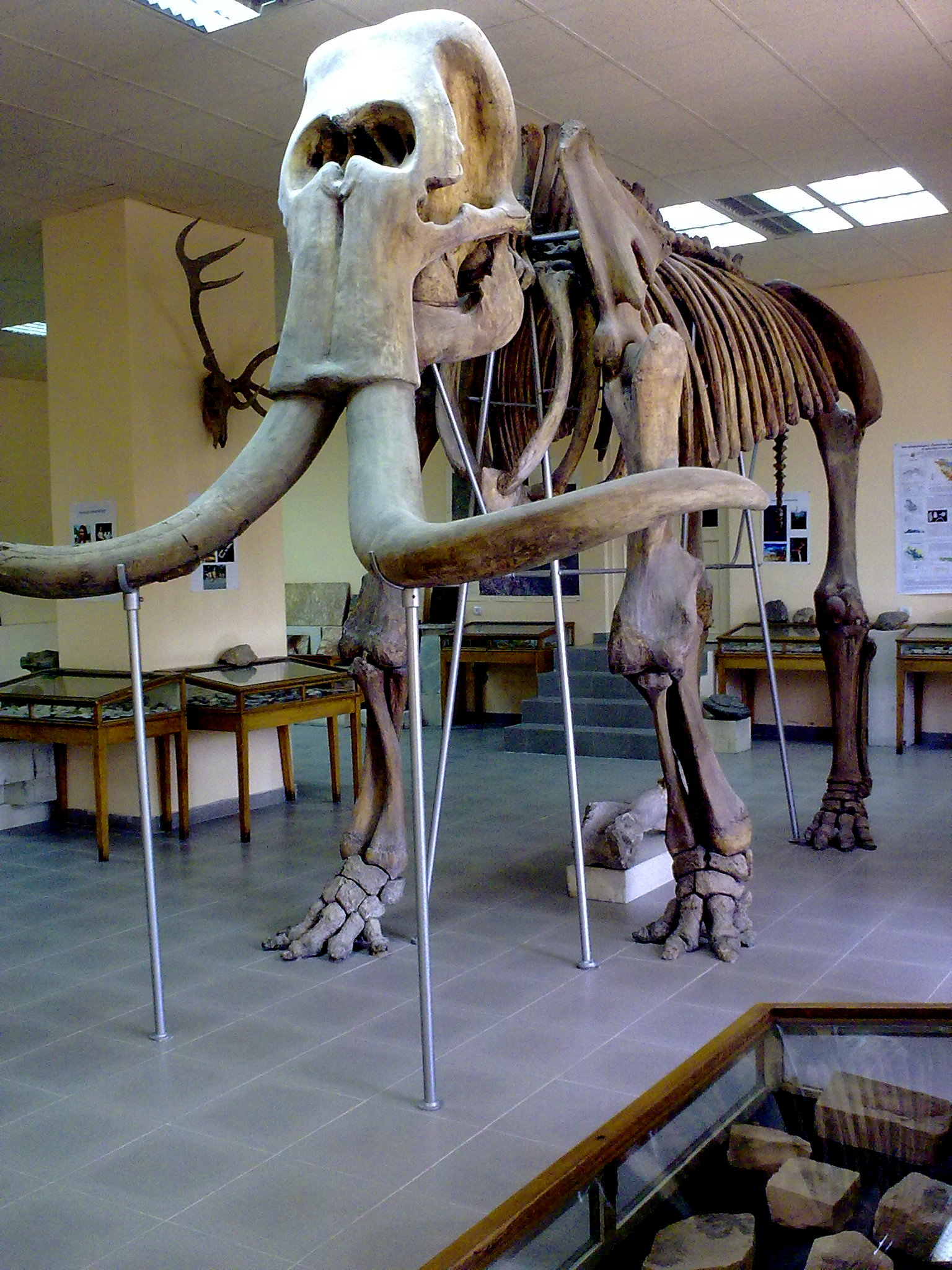
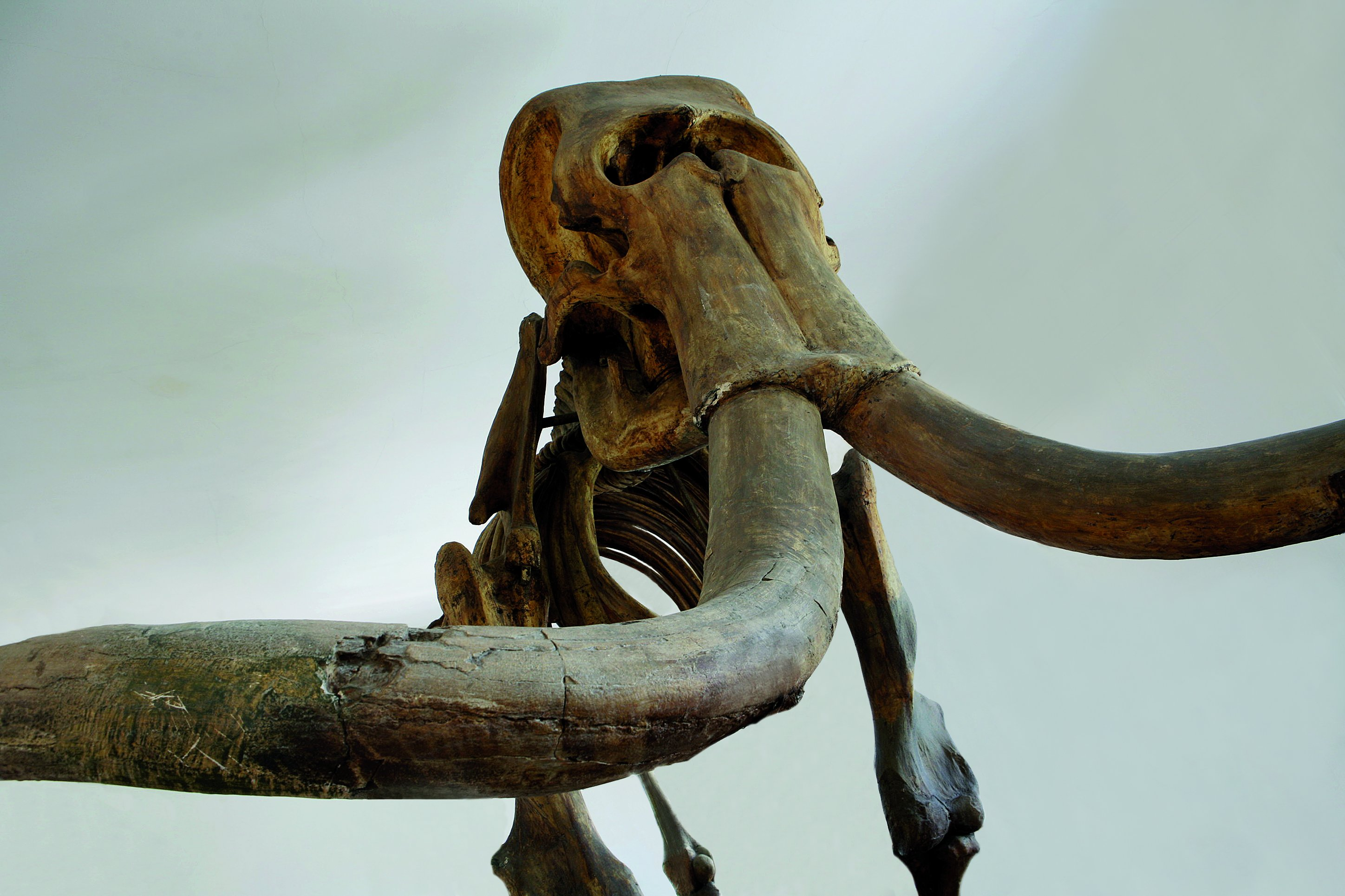
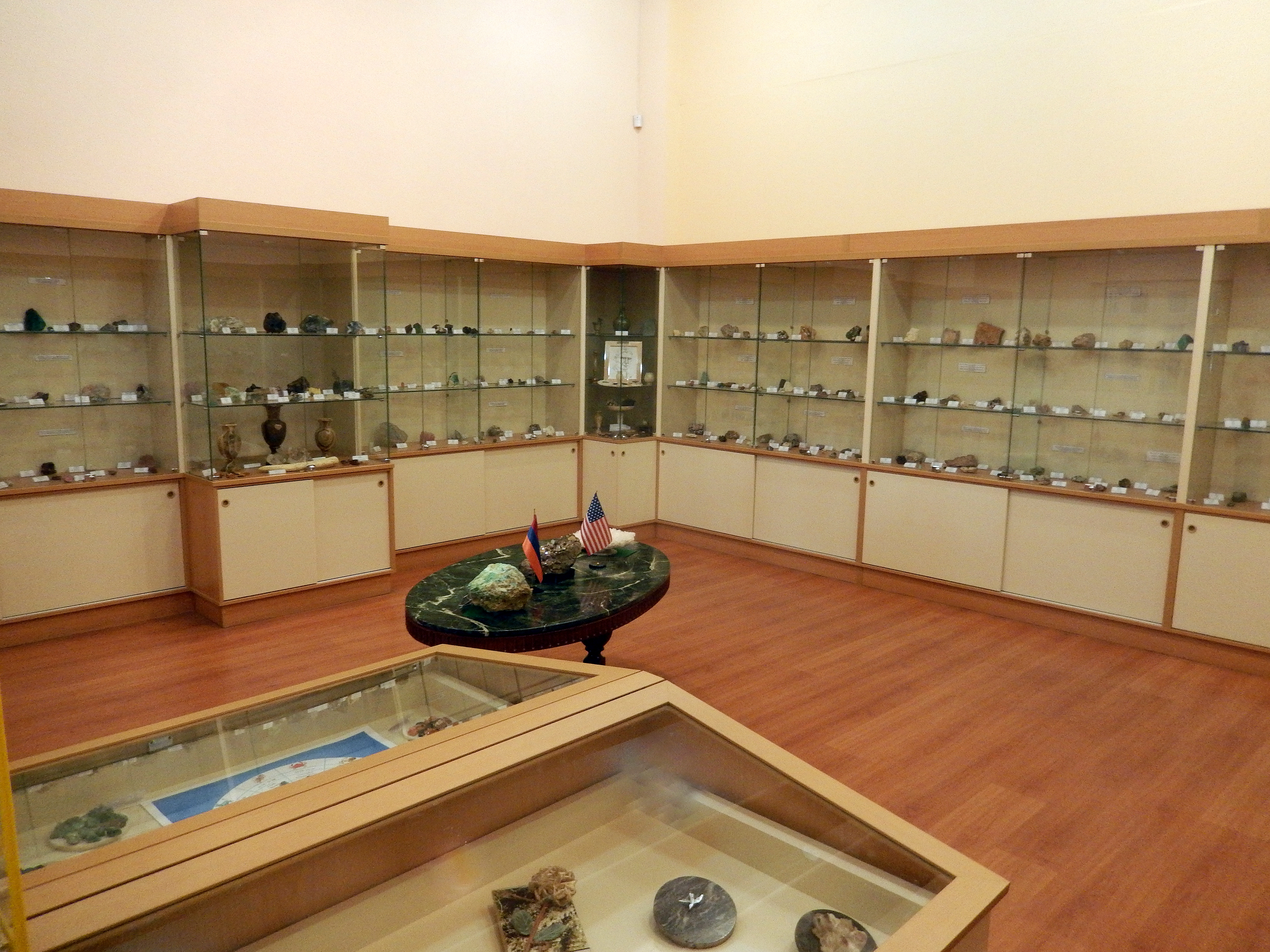
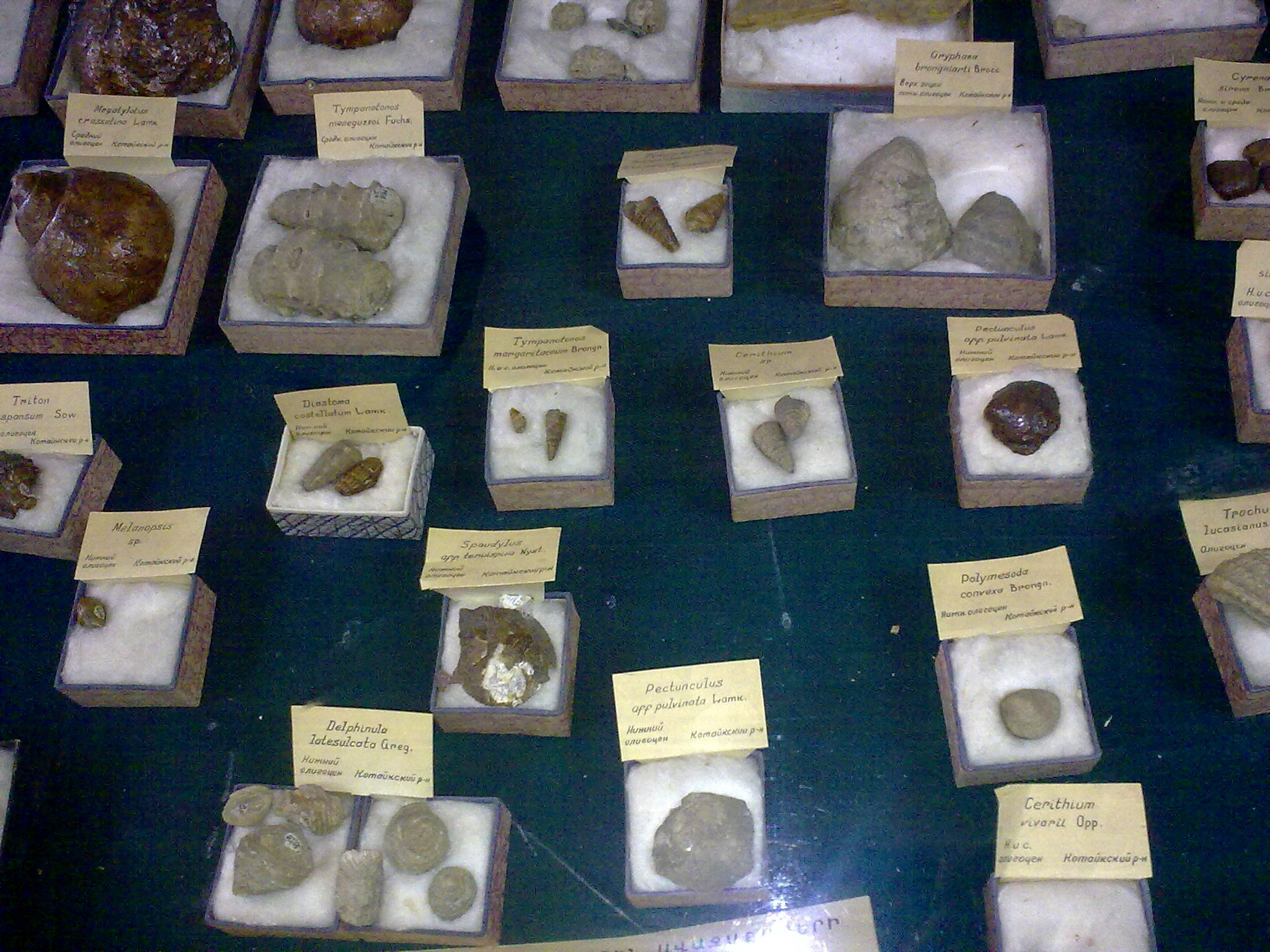
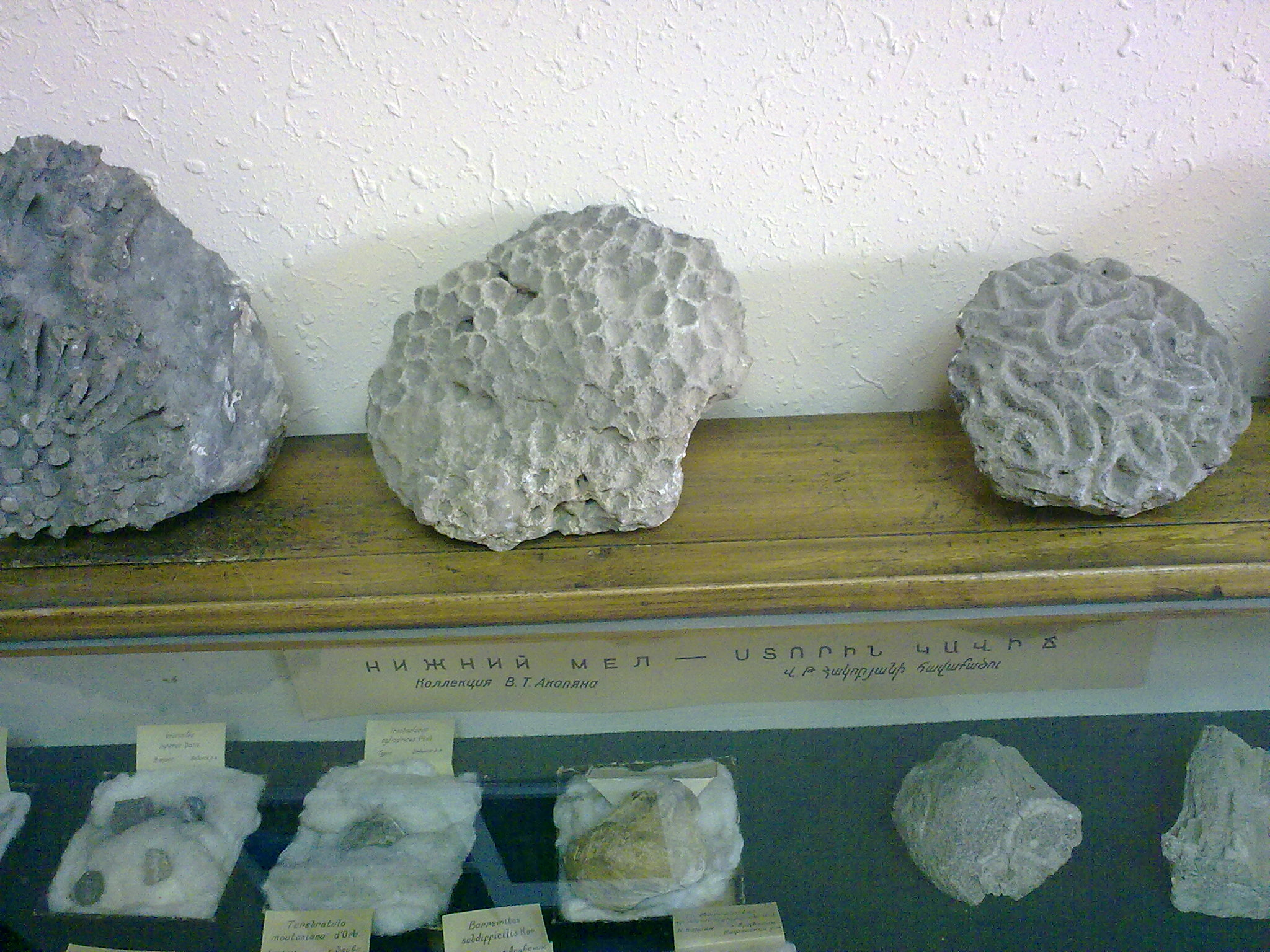
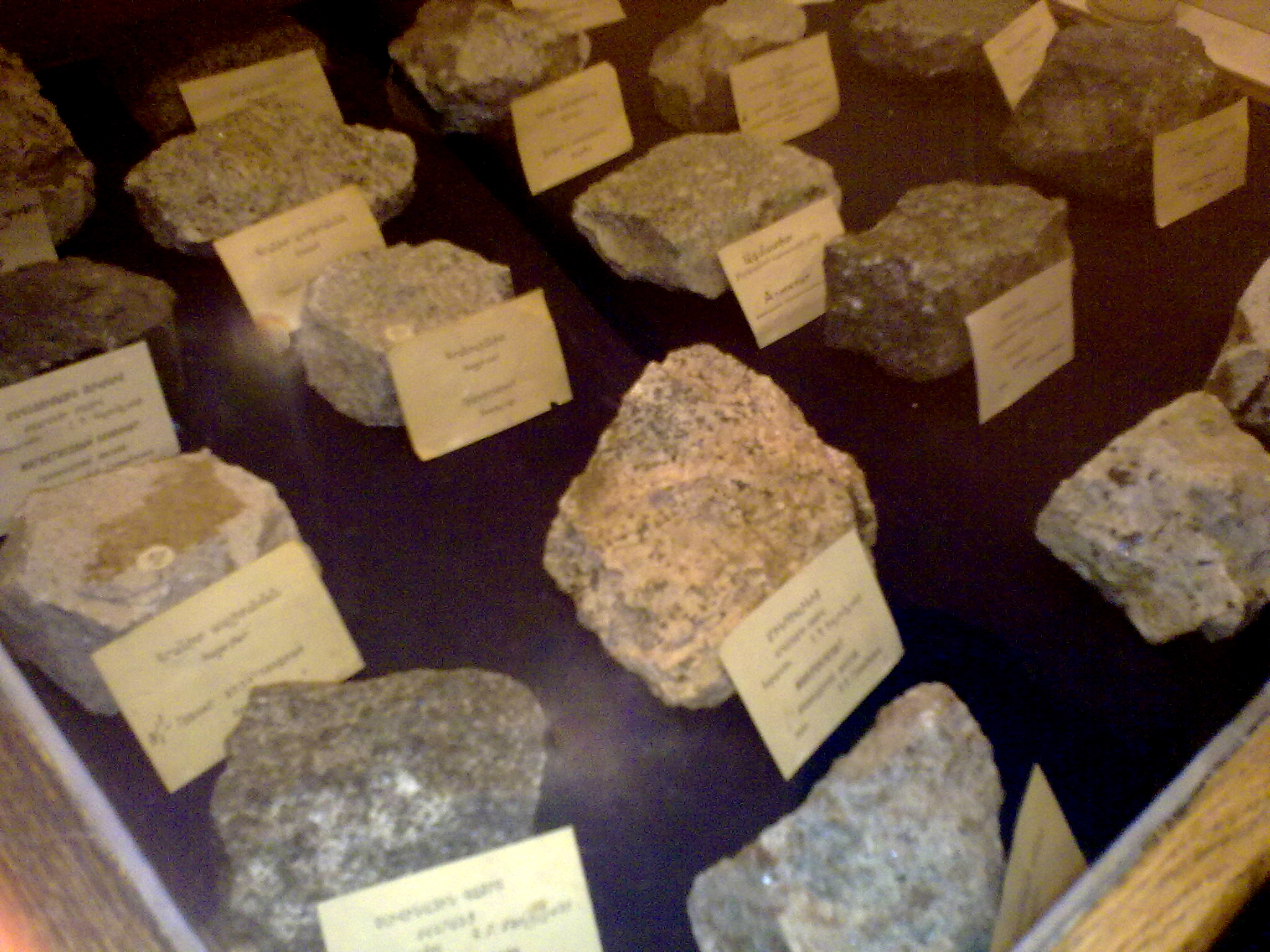
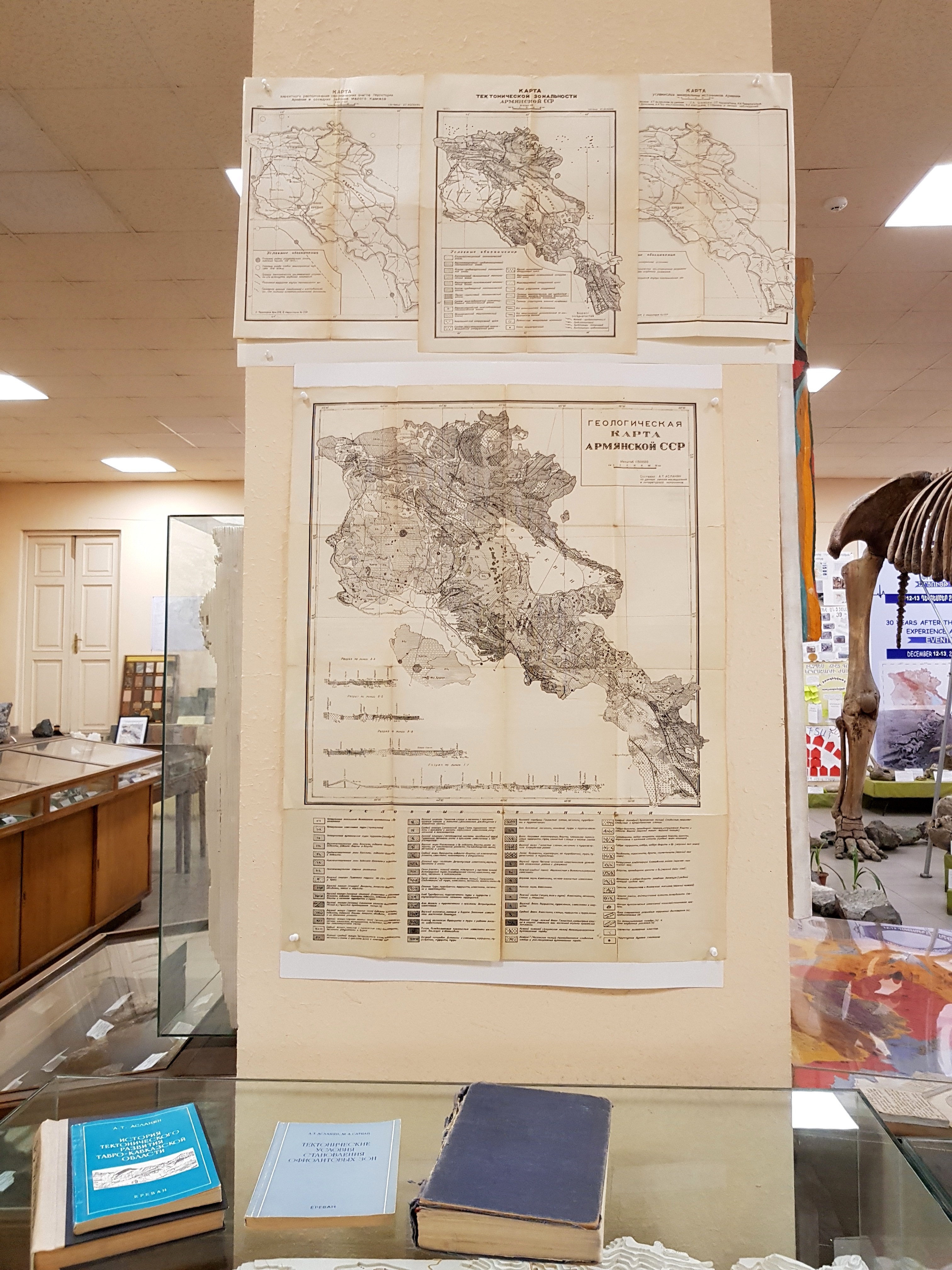
نقشه زمین‌شناسی جمهوری سوسیالیستی شوروی ارمنستان
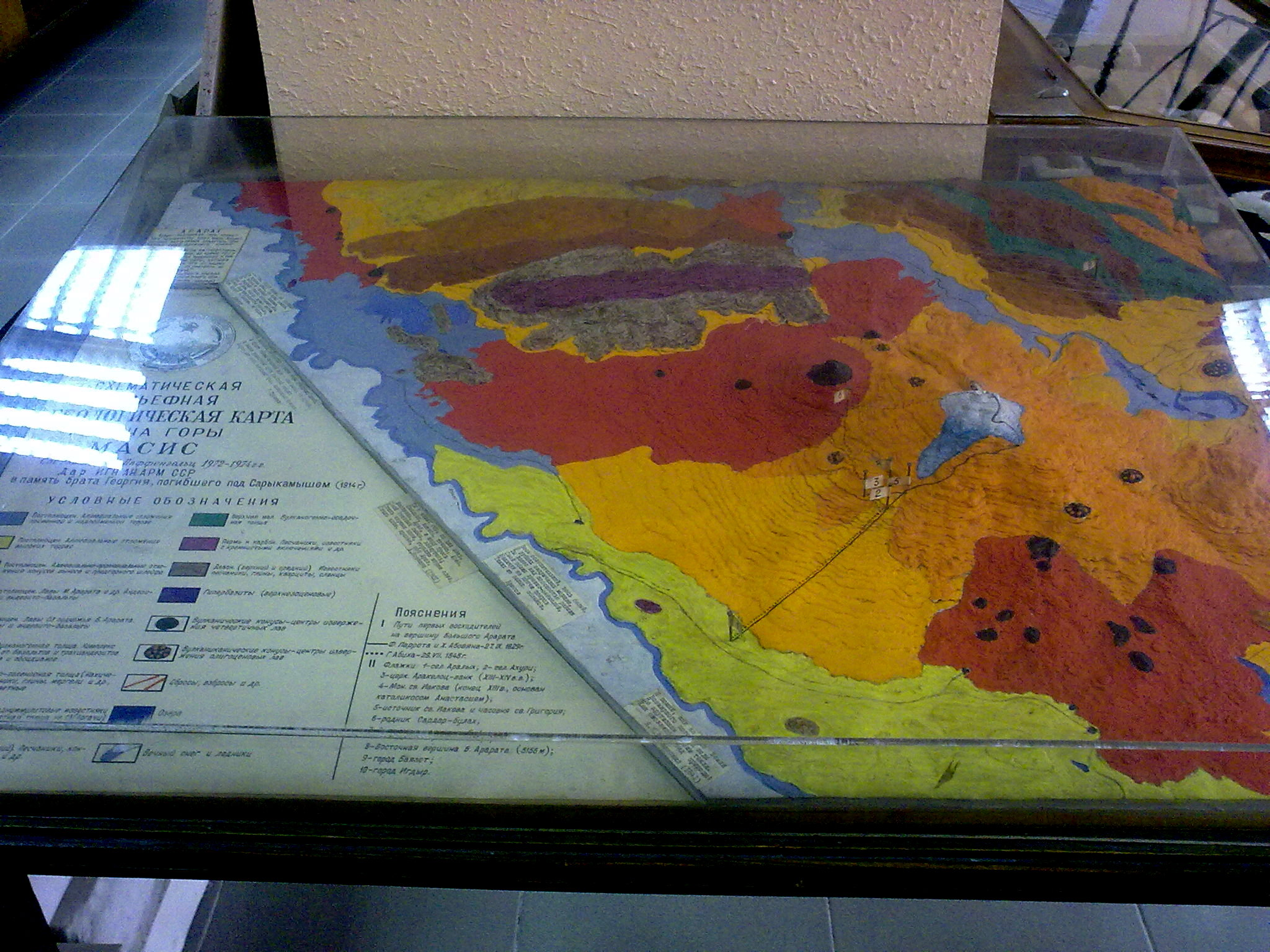